# Autobahn (mixtape)
Pour les articles homonymes, voir Autobahn.
Albums de SCH
JVLIVS II
(2021) JVLIVS Prequel : Giulio
(2024)
Singles
1. LIF
Sortie : 27 octobre 2022
2. Niobe
Sortie : 16 novembre 2022
3. Autobahn
Sortie : 30 novembre 2022

Autobahn est la deuxième mixtape du rappeur français SCH, qui est sorti le 18 novembre 2022.

## Genèse
Un an et demi après la sortie de son précédent album JVLIVS II, SCH revient en sortant la deuxième mixtape de sa carrière après sa toute première A7, sortie quasiment sept ans avant celle-ci.

## Liste des titres
La mixtape existe en format disque compact sous trois éditions qui comportent chacune un titre bonus : Formula 1, Moto GP, RS.
| 1.    | Magnum                                      | BBP, Vito Bendinelli                                              | 3:45 |
| 2.    | LIF                                         | Lil Ben                                                           | 3:14 |
| 3.    | Niobe                                       | 2K, Gancho                                                        | 2:28 |
| 4.    | Marginaux (feat. Dinos)                     | Yaya OnTheTrack, Freaky Joe, Vito Bendinelli                      | 3:41 |
| 5.    | Offshore                                    | Geo On The Track, Guilty (Katrina Squad)                          | 3:38 |
| 6.    | Autobahn                                    | SCH, Vito Bendinelli                                              | 2:50 |
| 7.    | Vivienne Westwood                           | SCH, 2K                                                           | 2:37 |
| 8.    | Transmission automatique (feat. So La Lune) | Vito Bendinelli, 2K, Gancho                                       | 3:06 |
| 9.    | Blue Bahamas                                | Ikaz Boi                                                          | 3:08 |
| 10.   | Lilou Dallas                                | SCH, Vito Bendinelli, 2K, LUCASV, Cyeux, Milo Silbermann, Nickhel | 3:38 |
| 11.   | 83K                                         | 2K                                                                | 2:39 |
| 12.   | Cœur de môme                                | Guilty (Katrina Squad)                                            | 2:55 |
| 13.   | Blanc Bleu                                  | SCH, Stef Becker                                                  | 2:59 |
| 14.   | Actes                                       | 2K, Gancho                                                        | 3:06 |
| 43:44 |                                             |                                                                   |      |

| 15. | Comme avant | Bvker, Treg, Seak | 3:47 |

| 15. | Madre Mia (feat. Morad) | Akuma Track, 2K, Guilty | 2:38 |

| 15. | King | Timo | 3:06 |

Véhicules représentant les trois éditions à la release party du projet.
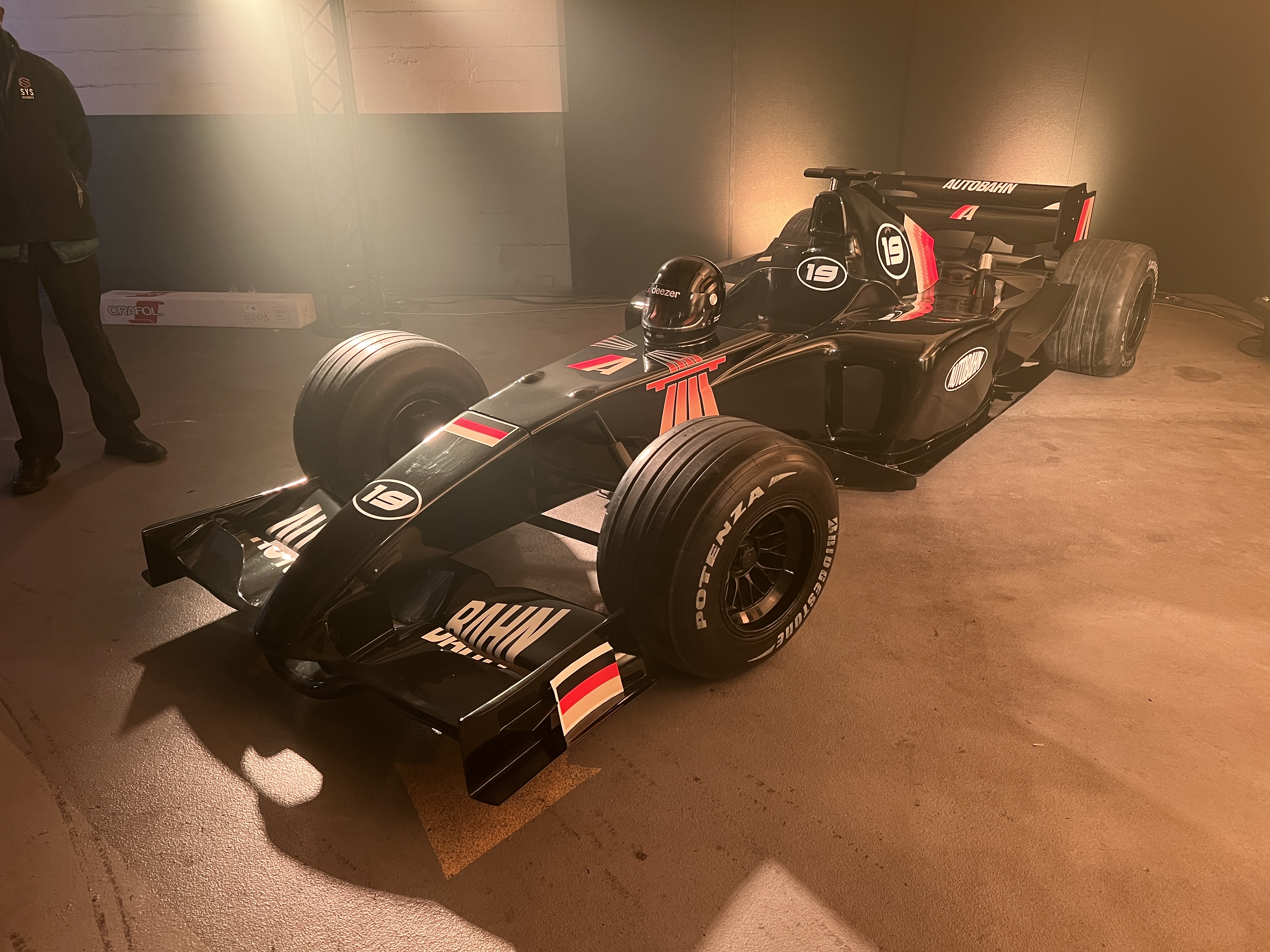
Formula 1.
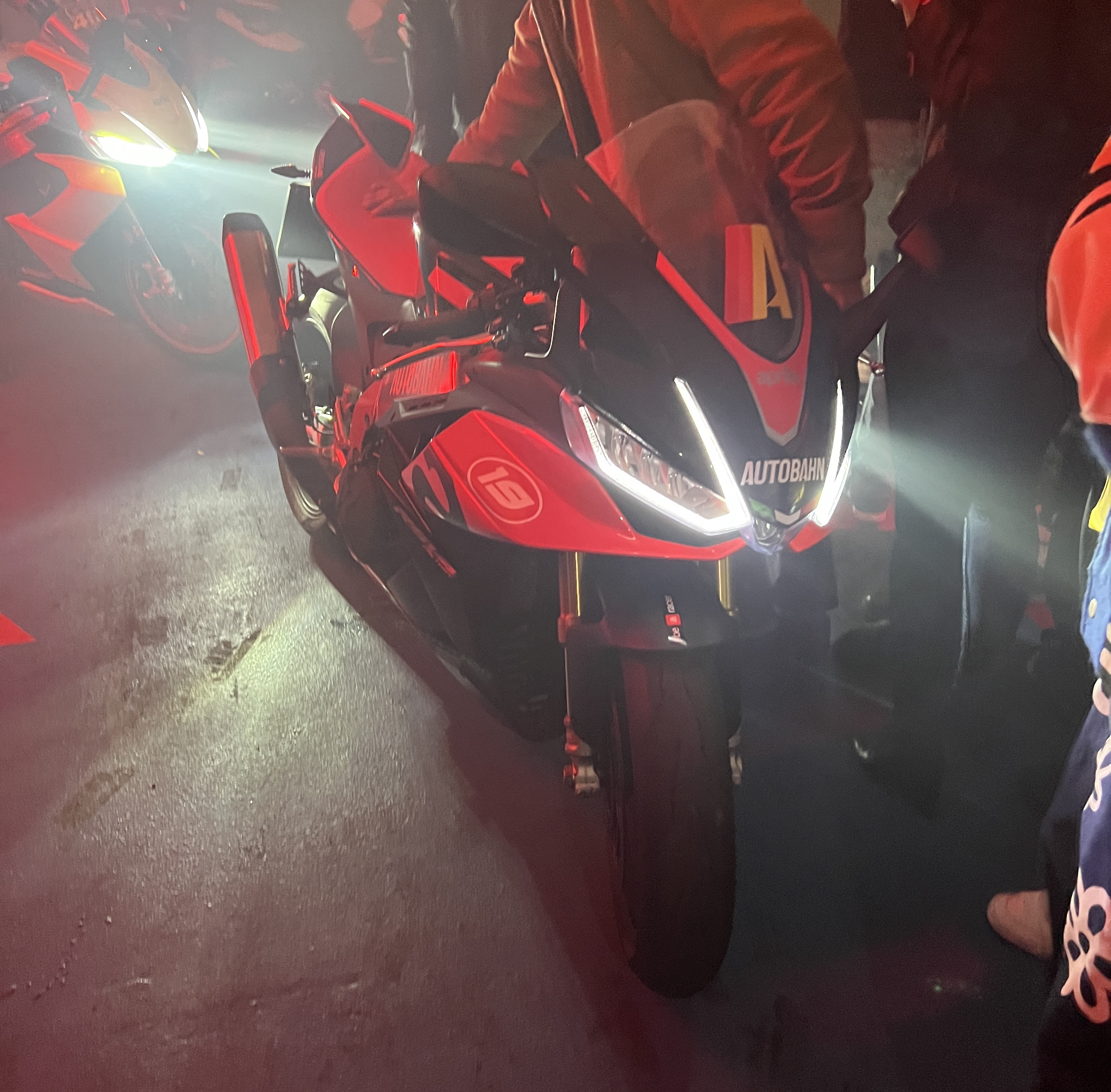
Moto GP.
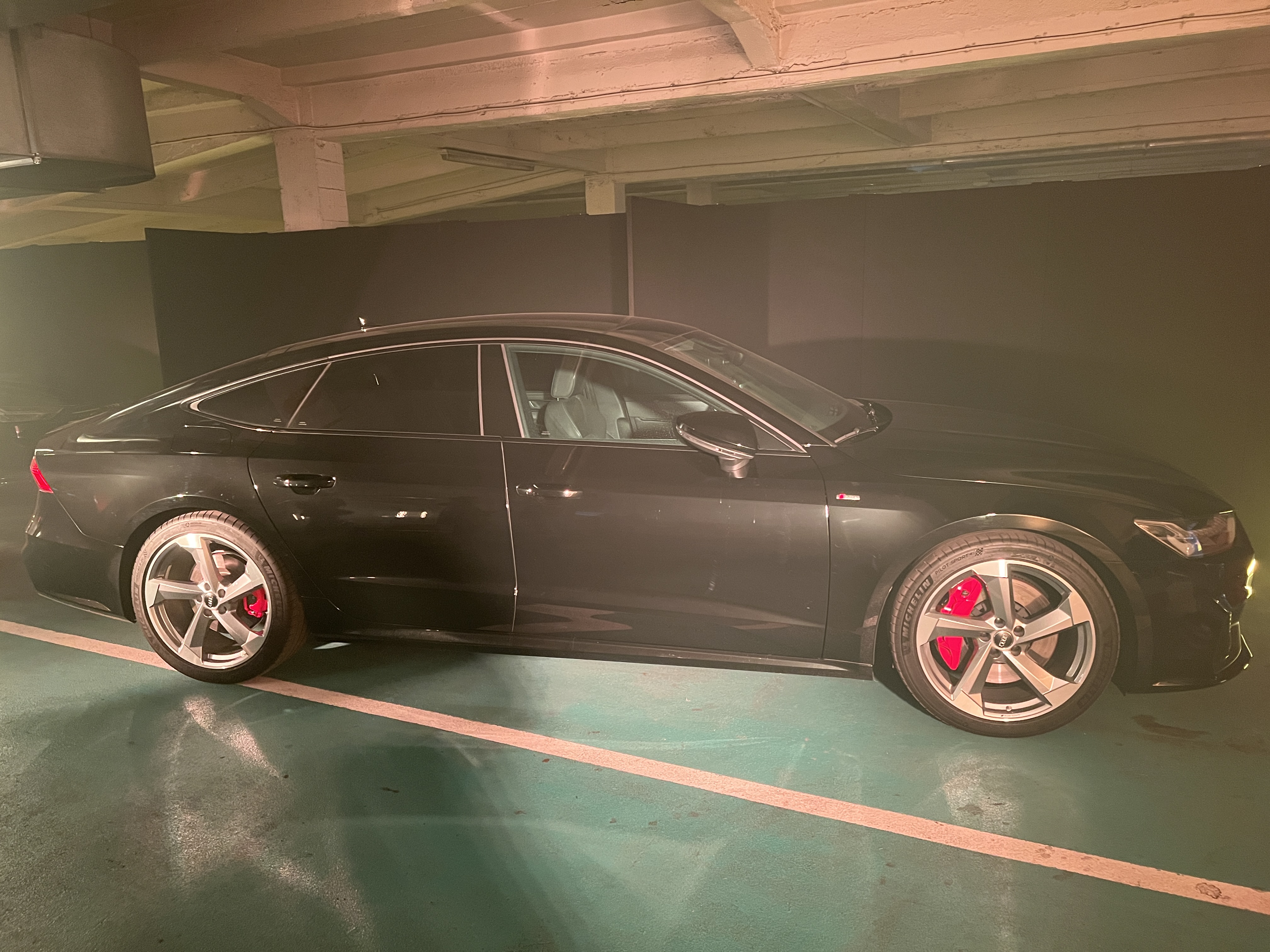
RS.

### Réédition
À l'occasion de son concert à Bercy le 24 mai 2023, les trois titres inédits de chaque réédition sont disponibles sur les plateformes de streaming et un nouveau titre est ajouté.
| 1.    | Magnum                                      | BBP, Vito Bendinelli                                              | 3:45 |
| 2.    | LIF                                         | Lil Ben                                                           | 3:14 |
| 3.    | Niobe                                       | 2K, Gancho                                                        | 2:28 |
| 4.    | Marginaux (feat. Dinos)                     | Vito Bendinelli, Yaya OnTheTrack, Freaky Joe                      | 3:41 |
| 5.    | Offshore                                    | Geo On The Track, Vito Bendinelli                                 | 3:38 |
| 6.    | Autobahn                                    | SCH, Vito Bendinelli                                              | 2:50 |
| 7.    | Vivienne Westwood                           | SCH, 2K                                                           | 2:37 |
| 8.    | Transmission automatique (feat. So La Lune) | Vito Bendinelli, 2K, Gancho                                       | 3:06 |
| 9.    | Blue Bahamas                                | SCH, Ikaz Boi                                                     | 3:08 |
| 10.   | Lilou Dallas                                | SCH, Vito Bendinelli, 2K, LUCASV, Cyeux, Milo Silbermann, Nickhel | 3:38 |
| 11.   | 83K                                         | SCH, 2K, Gancho                                                   | 2:39 |
| 12.   | Cœur de môme                                | SCH, Guilty                                                       | 2:55 |
| 13.   | Blanc Bleu                                  | SCH, Stef Becker                                                  | 2:59 |
| 14.   | Actes                                       | SCH, 2K, Gancho                                                   | 3:06 |
| 15.   | Comme avant                                 | Bvker, Treg, Seak                                                 | 3:47 |
| 16.   | Madre Mia (feat. Morad)                     | Akuma Track, 2K, Guilty                                           | 2:38 |
| 17.   | King                                        | Timo                                                              | 3:06 |
| 18.   | Dernière ligne droite (feat. Laylow)        | Ikaz Boi                                                          | 3:13 |
| 56:21 |                                             |                                                                   |      |

## Réception

### Accueil critique
Les avis sont mitigés quant à l'accueil de la mixtape, aussi bien dans la presse que par les fans du rappeur.
RTBF, le journal francophone de Belgique salue une « mixtape sans faux pas » et un SCH « qui a les crocs ».

### Ventes
En une semaine, elle s'est vendue à 26 591 exemplaires.
Elle est certifiée disque d'or le 22 décembre 2022, soit un mois après sa sortie.
La mixtape est certifiée disque de platine par la SNEP avec plus de 100000 ventes en juin 2023 soit six mois après sa sortie .

## Clips vidéo
- LIF : 27 octobre 2022
- Niobe : 16 novembre 2022
- Autobahn : 30 novembre 2022

## Titres certifiés en France
- LIF :  Platine[6]
- Autobahn :  Diamant[7]
- Magnum :  Or[8]
- Niobe :  Or[9]
- Actes :  Or[10]
- Dernière ligne droite (feat. Laylow) :  Or[11]

## Classements et certifications

### Classement par pays
| Classements (2022)           | Meilleure position |
| ---------------------------- | ------------------ |
| Belgique (Flandre Ultratop)  | 141                |
| Belgique (Wallonie Ultratop) | 2                  |
| France (SNEP)                | 1                  |
| Suisse (Schweizer Hitparade) | 8                  |
| Suisse (Charts Romandie)     | 44                 |

### Certifications et ventes
| Région        | Certification | Ventes/Streams |
| ------------- | ------------- | -------------- |
| France (SNEP) | Platine       | 159 000        |